# Ilosaarirock (album)
Ilosaarirock è l'ottavo album dal vivo del gruppo musicale britannica Porcupine Tree, pubblicato il 17 luglio 2009 dalla Transmission Recordings.

## Descrizione
Contiene la registrazione del concerto tenuto dal gruppo in occasione della loro partecipazione al festival Ilosaarirock in Finlandia il 17 luglio 2007, esibizione definita dagli stessi Porcupine Tree come «una delle migliori date del Fear of a Blank Planet Tour».

## Tracce
Testi e musiche di Steven Wilson, eccetto dove indicato.
1. Intro – 2:02
2. Fear of a Blank Planet – 7:32
3. Lightbulb Sun – 6:04
4. Open Car – 5:35
5. Anesthetize – 17:23
6. Blackest Eyes – 5:18
7. Way Out of Here – 7:43 (Richard Barbieri, Colin Edwin, Gavin Harrison, Steven Wilson)
8. Sleep Together – 8:52
9. Trains – 5:59
10. Halo – 7:20 (Richard Barbieri, Colin Edwin, Gavin Harrison, Steven Wilson)

## Formazione
Gruppo
- Richard Barbieri – tastiera, sintetizzatore
- Colin Edwin – basso
- Gavin Harrison – batteria
- Steven Wilson – voce, chitarra, tastiera

Altri musicisti
- John Wesley – chitarra, cori

Produzione
- Steven Wilson – missaggio
- Lasse Hoile – fotografia
- Carl Glover – design